# R. A. Lafferty
Raphael Aloysius Lafferty (7 de noviembre de 1914 - 18 de marzo de 2002) fue un escritor estadounidense de ciencia ficción y fantasía, de ascendencia irlandesa, conocido por su original uso del lenguaje, la metáfora y la estructura narrativa, además de su profundo conocimiento etimológico. Escribió también varias novelas autobiográficas, un libro histórico y una cierta cantidad de novelas que se podrían inscribir en la ficción histórica. 

## Biografía
Lafferty nació el 7 de noviembre de 1914 en Neola (Iowa). Sus padres eran Hugh David Lafferty (inversor) y Julia Mary Burke (profesora). Su nombre de pila, Raphael, deriva del santo del día en el que se esperaba que naciera. A la edad de cuatro años, su familia se trasladó a Perry, Oklahoma, y poco después a Tulsa, donde el autor residiría durante la mayor parte de su vida. Aunque fue esencialmente autodidacta, acudió a la escuela nocturna de la Universidad de Tulsa desde 1933, donde cursó estudios de matemáticas y lengua alemana que acabaría por abandonar dos años después. Entró a trabajar en una empresa local de electricidad, la Clark Electrical Supply Company, mientras cursaba estudios de Ingeniería Electrónica a distancia. Se alistó en el ejército de EE. UU. en 1942 y, después de recibir la instrucción en Tejas, Florida y California fue destinado al área del Pacífico Sur, donde prestó servicio en varios frentes: Australia, Nueva Guinea, Morotai y las Islas Filipinas. Al dejar el ejército en 1946 ostentaba el grado de Sargento Primero y había sido condecorado.
Lafferty empezó a escribir tardíamente, cumplidos los 45, pero produjo a lo largo de las siguientes tres décadas alrededor de treinta y cuatro novelas y trescientas historias cortas, en su mayoría de ciencia ficción. Su primer relato en ser publicado fue The Wagons, en 1959. Su primer relato de ciencia ficción publicado fue Day of the Glacier (1960), y su primera novela Past Master, en 1968. A finales de los años 60 aparecieron en rápida sucesión algunas de sus novelas más conocidas, como Reefs of Earth (1968), Space Chantey (1968), o Fourth Mansions (1969). En 1971 Lafferty renunció a su empleo como ingeniero eléctrico para dedicarse a tiempo completo a la literatura. Fue una etapa prolífica, con novelas como The Devil is Dead (1971), Arrive at Easterwine (1971), Okla Hannali (1972), Not to Mention Camels (1976) o Annals of Klepsis (1983). Sin embargo, lo más valorado de su producción siempre fueron sus historias cortas, publicadas en revistas de ciencia ficción y recogidas muchas de ellas en antologías como Nine Hundred Grandmothers (1970), Strange Doings (1972), Does Anyone Else Have Something Else Further to Add? (1974), Golden Gate and Other Stories (1983), o Ringing Changes (1984) entre otras. 
La radical extrañeza de muchos de sus textos le valió en esos años la admiración de sus compañeros de profesión, especialmente los escritores de la Nueva Ola, pero su timidez lo mantuvo por lo general apartado de los congresos de ciencia ficción. Recibió el premio Hugo de la Sociedad mundial de ciencia ficción en 1973 por La maldición de Eurema, el World Fantasy Award for Life Achievement en 1990, y el Cordwainer Smith Rediscovery Award en 2002. Adquirió fama de excéntrico. Se definía a sí mismo como un hombre “gordo y soltero”, que gustaba de caminar. En efecto, nunca se casó ni aprendió a conducir, vivió siempre con su hermana Anna, y era un ávido lector, hasta el punto de aprender griego por su cuenta para leer el Nuevo Testamento en su lengua original. Fue también un gran bebedor. Él mismo explicaba que empezó a escribir después de abandonar la bebida “para llenar un cierto vacío”.
La actividad de Lafferty se vio notablemente reducida en los años 80 a causa de un infarto. Paralelamente su popularidad estaba declinando, y muchos trabajos que habían sido rechazados por los grandes editores fueron publicados por revistas de aficionados o editoriales de escasa envergadura, a veces con tiradas de unos cientos de ejemplares. Por esa razón la obra completa de Lafferty no se conoce en su totalidad, y sus albaceas informaban en 2011 de trece novelas y noventa y seis relatos todavía sin publicar. De esta época son novelas como Sindbad, The 13th Voyage (1989), Dotty (1990), o la trilogía More Than Melchisedech (1992), y colecciones de relatos como Lafferty in Orbit (1991) o Iron Tears (1992). 
R. A. Lafferty abandonó definitivamente la literatura en 1994, tras sufrir un segundo infarto. Vivió recluido en una residencia de monjas franciscanas en Broken Arrow, a escasos kilómetros de Tulsa, hasta su muerte a los 87 años. Está enterrado en el Mount Carmel Catholic Cemetery en Perry, Oklahoma. Su colección de escritos y otros documentos personales fueron donados a la Biblioteca McFarlin de la Universidad de Tulsa.

## Obra
Los escritos de Lafferty resisten la clasificación. Aborda a menudo temas propios de la ciencia ficción tales como viajes a otros mundos, razas alienígenas, paradojas temporales, dimensiones paralelas, hallazgos científicos o metamorfosis de la humanidad hacia una nueva etapa. Sin embargo, su tecnología se parece más a la magia, y se ha dicho que “no hay ni pizca de ciencia en la ciencia ficción de Lafferty”. Sin abandonar el género, algunas de sus novelas se inspiran en obras clásicas como la Odisea (Salomas del espacio) o Las mil y una noches (Sindbad, the 13th voyage), en leyendas irlandesas (The devil is dead), o en obras políticas o religiosas, como la Utopía de Tomás Moro (La tercera oportunidad), o El Castillo Interior de Teresa de Ávila (Fourth mansions). El resultado final tiene partes iguales de fantasía, filosofía, teología, historia, mitología, cuento folclórico, política-ficción y realismo mágico. El Washington Post escribió que Lafferty “era un género en sí mismo”.
Sin embargo lo que caracteriza a Lafferty no son tanto sus temas como su peculiar estilo narrativo, que sólo aparentemente es juguetón y sencillo como un cuento folklórico. Sus historias suelen desarrollar una idea descabellada o grotesca más que un verdadero argumento: que miles de años de nuestra historia han sido deliberadamente eliminados, que un preparado de chile en polvo expande la conciencia de quien lo consume, que la Tierra gira sobre goznes situados en las Molucas… Los acontecimientos más perturbadores se suceden rutinariamente sin asombrar a nadie, creando un efecto de irrealidad y extrañamiento en el lector. Abundan las escenas de violencia extrema, tratadas con un humor feroz. Con frecuencia, la narración se detiene en digresiones etimológicas, históricas o literarias patentemente falsas y absurdas. Lafferty no pinta un mundo normal en el que ocurren prodigios, ni siquiera un mundo alternativo pero comprensible, sino uno próximo a la experiencia onírica y al esperpento. Su excéntrico humor oculta un mundo deformado, impredecible, extravagante, en el que las leyes de la lógica, la física, la biología y el comportamiento se dislocan desde la primera página. 
Sus personajes, planos y caricaturescos, son tan extraños como las propias historias. Se trata a menudo seres marginales, pero preñados precisamente por ello de extraños poderes: timadores, resucitados, australopitecos, sabios idiotas, demonios, indios, extraterrestres, espectros, dioses, científicos enajenados, o niños que hablan como ancianos. Todos ellos ven el mundo de maneras poco convencionales. Ninguno de ellos actúa o habla como la gente normal. Los personajes de Lafferty alcanzan con frecuencia una talla épica, aunque lo hacen al descuido. 
Aunque la producción de Lafferty se compone aparentemente de obras sueltas, el autor afirmó al final de su carrera que sus escritos formaban parte de “una sola novela demasiado larga e interminable… cuyo nombre es Una historia de fantasmas”. La atipicidad de su obra ha convertido a Lafferty en un escritor de culto para una minoría, pero nunca llegó a la mayoría. Contribuye a ello que muchas de sus historias resultaron, a partir de los años 70, progresivamente más oscuras y enigmáticas. Su necrológica en el Washington Post dice que fue “un genio, un raro, un loco”. Miesel lo describe como ‘el más prodigioso contador de cuentos de la ciencia ficción”.